# 十二道沟关隘
十二道沟关隘，位于中国吉林省长白县十二道沟乡十二道沟村，为一个省级文物保护单位，类型为古遗址，公布时间为1999年2月26日。该文物保护单位由长白县文管所管理。
十二道沟关隘的历史年代为高句丽（公元前37-公元668年）。